# Merycochoerus
Il mericochero (gen. Merycochoerus) è un mammifero artiodattilo estinto, appartenente agli oreodonti. Visse tra l'Oligocene superiore e il Miocene inferiore (circa 27 - 15 milioni di anni fa) e i suoi resti fossili sono stati ritrovati in Nordamerica.

## Descrizione
Di forme pesanti, questo animale era dotato di un corpo simile a quello di un ippopotamo, a forma di botte, sorretto da quattro zampe corte e robuste. Il peso dell'animale poteva superare i 400 chilogrammi, e la taglia di alcune specie poteva essere superiore a quella di un cinghiale.
Merycochoerus era dotato di un cranio brachicefalo ma dal muso allungato, con una scatola cranica corta. Le ossa nasali erano posizionate molto all'indietro, e sembrano indicare che nell'animale in vita fosse presente una corta proboscide. L'osso sopraoccipitale era allargato in forma di ventaglio, con creste sovrastanti. Le orbite erano dirette obliquamente verso l'avanti e verso l'alto. Al contrario di altre forme simili, non era presente alcuna cavità antorbitale. I molari erano brachiodonti (a corona bassa), mentre i canini erano sviluppati in potenti armi difensive. Il tronco era allungato e con la gabbia toracica ampia, e la coda era corta. Le zampe erano estremamente massicce e terminavano in mani e piedi corte e robuste, a quattro dita; le dita laterali erano perfettamente funzionanti. 

## Classificazione
Il genere Merycochoerus (il cui nome significa "maiale ruminante") è stato descritto per la prima volta da Joseph Leidy nel 1858, sulla base di resti fossili in Nebraska in terreni del Miocene inferiore; la specie tipo è Merycochoerus proprius. Fossili attribuiti a una forma affine sono stati ritrovati in Saskatchewan. Altre specie attribuite a Merycochoerus sono M. chelydra (la più antica, vissuta tra Oligocene e Miocene), M. magnus, M. matthewi, M. pinensis, tutte rinvenute negli Stati Uniti occidentali e centrali. La specie M. matthewi è stata rinvenuta anche a Panama. 
Merycochoerus è un membro degli oreodontidi, noti anche come mericoidodontidi, un gruppo di artiodattili molto diffusi in Nordamerica tra l'Oligocene e il Miocene; in particolare, Merycochoerus era una forma piuttosto derivata, che si sviluppò a partire da forme ancestrali nel corso dell'Oligocene. Merycochoerus era superficialmente simile a un altro oreodonte "ippopotamoide", Promerycochoerus, ma i due animali non erano strettamente imparentati.

## Paleoecologia
La forma del corpo, allungato e con le zampe corte, indica che Merycochoerus era un animale dalle abitudini semiacquatiche. I molari a corona bassa indicano che questo animale si nutriva di piante tenere, che probabilmente crescevano vicino all'acqua.